# Motivo RNA Asd
Il motivo RNA asd è una catena di RNA a struttura conservata che si trova in alcuni batteri dell'acido lattico. Il motivo asd è stato rilevato sia in vitro, con valutazioni bioinformatiche, che in vivo: un singolo motivo RNA asd è stato rilevato nello Streptococcus pyogenes da esperimenti di microarray e di Northern Blot come una molecola di 170 nucleotidi chiamata "SR914400". È stato determinato che il sito di inizio della trascrizione per SR914400 corrisponde all'estremità 5′ della molecola mostrata nel diagramma di consenso.
Alcuni RNA asd sono associati a geni associati ad una funzione di regolazione cis. Tuttavia, diverse evidenze suggeriscono che questo non sia il ruolo biologico degli RNA asd :
- In alcuni casi il motivo RNA asd è assente dall'estremità 5' non tradotta dei geni annotati.
- In Streptococcus mutans, immediatamente a valle del terminatore della trascrizione che segue l'RNA asd, c'è un forte promotore[4]  di un gene. Questa disposizione suggerisce che il gene viene trascritto successivamente alla terminazione della trascrizione dell'RNA asd.
- Nonostante il gene asd codifichi per l'enzima aspartato-semialdeide deidrogenasi, che partecipa alla sintesi di metionina, lisina e treonina, i livelli di trascrizione del gene asd rimangono costanti anche al variare delle concentrazioni di questi amminoacidi.[4]